# Katholiek.nl

Beeldmerk Abdij van Berne

Katholiek.nl is een nieuwswebsite over rooms-katholieke actualiteit voor Nederland. De site begon in 2001 onder de naam Isidorusweb. Katholiek.nl brengt nieuws, opinie en achtergrondinformatie over de Katholieke Kerk in binnen- en buitenland. Het is de tegenhanger van het orthodoxe Katholiek Nieuwsblad.  
De website won in 2009 de Webfish Award voor beste christelijke website en veranderde in 2012 haar naam in Katholiek.nl. De site bereikt per jaar zo'n 250.000 bezoekers. Het was een uitgave van de Stichting Religie en Media uit Den Haag. Eind 2016 is de website overgenomen door Berne Media, de uitgeverij van de Abdij van Berne te Heeswijk-Dinther.

## Redactie
De nieuwswebsite stond van 2001 tot en met 2016 onder hoofdredactie van mediawetenschapper en communicatieadviseur Eric van den Berg. Sinds 2017 is Willem-Jan Hanegraaf redactiecoördinator. Hij werd in de zomer van 2018 vervangen door Simone Ooms. De site biedt ruimte voor auteurs als de bisschoppen Gerard de Korte en Rob Mutsaerts en journalisten en publicisten als Frank Bosman, Jan Brouwers, Anton de Wit, Harry Knipschild, Arjan Broers, Erik Borgman en Mark Van de Voorde.

## In het nieuws
Ten tijde van het seksueel misbruik binnen de Rooms-Katholieke Kerk publiceerde Katholiek.nl een zorgbrief ondertekend door 1.170 mensen. In de brief werd de schaamte en schande uitgesproken van het misbruikschandaal in de kerk. Namens de bisschoppen nam bisschop De Korte de brief in ontvangst.
Het rapport-Deetman over het misbruik werd na een fout van het bisdom Den Bosch kosteloos beschikbaar gesteld. Dat de website informatie gaf hoe mensen zich konden uitschrijven, viel in verkeerde aarde bij priesters die haatmail stuurden aan de hoofdredacteur.
Ten tijde van de gezinssynode over huwelijk en seksualiteit in 2015 publiceerde Katholiek.nl de pauselijke vragenlijst die tot dan toe niet beschikbaar werd gesteld door de Rooms-Katholieke Kerk in Nederland.
Redacteuren van de site onthulden de conservatieve wortels van Erik van Goor en Tom Zwitser, de twee Nederlanders die ongewild op de e-maillijst van Anders Behring Breivik voorkwamen.